# Serme
Serme (en griego, Σέρμε) fue una antigua ciudad griega de la península Calcídica. 
Perteneció a la liga de Delos puesto que aparece en los registros de tributos a Atenas entre los años 450/49 y 432/1 a. C. donde pagaba un phoros de 500 dracmas, así como en el decreto de tasación de tributos del año 422/1 a. C. Se desconoce su localización exacta.